# Маркнойкірхен
Маркнойкірхен (нім. Markneukirchen) — місто в Німеччині, розташоване в землі Саксонія. Входить до складу району Фогтланд.
Площа — 69,10 км2. Населення становить 7362 ос. (станом на 31 грудня 2020).